# Chris Wilcox
Chris Ray Wilcox (Raleigh, 3 settembre 1982) è un ex cestista statunitense, professionista nella NBA.
Ha vestito le maglie dei Boston Celtics, Los Angeles Clippers, Seattle SuperSonics (poi Oklahoma City Thunder), New York Knicks e Detroit Pistons.

## Carriera

### High School e università
Frequentò dapprima la Whiteville High School a Whiteville, nel North Carolina, dove condusse la squadra di basket a vincere il torneo statale nel 1999, per poi trasferirsi alla William G. Enloe High School a Raleigh, sempre nel North Carolina.
Terminata la High School, frequentò la University of Maryland, dove aiutò i Terrapins, la squadra di basket universitaria, a vincere il loro primo titolo NCAA nel 2002.

### NBA
Venne scelto al Draft NBA 2002 dai Los Angeles Clippers con l'ottava chiamata assoluta.
Rimase in California fino al 14 febbraio del 2006, quando venne ceduto ai Seattle Supersonics in cambio di Vladimir Radmanović.
Con la sua nuova maglia Wilcox mise a referto 14,1 punti e 8,2 rimbalzi a partita, partendo titolare per 23 delle 29 partite giocate.
Il 4 aprile del 2006 Wilcox stabilì quello che è il suo career-high di rimbalzi, catturandone 24, nella vittoria contro gli Houston Rockets.
Il 19 febbraio del 2009 Wilcox venne ceduto ai New York Knicks in cambio di Malik Rose; la sua permanenza nella Grande Mela durò solo pochi mesi, infatti il 22 luglio dello stesso anno firmò un contratto di più anni con i Detroit Pistons.
Il 9 dicembre 2011 firmò un contratto da 3 milioni di dollari con i Boston Celtics, che lo liberarono pochi mesi dopo, il 23 marzo 2012, in seguito alla diagnosi di una irregolarità cardiaca.
Ristabilitosi, firmò nuovamente con i Celtics il 14 luglio 2012.

## Statistiche

### College
| Anno      | Squadra            | PG | PT | MP   | TC%  | 3P% | TL%  | RP  | AP  | PRP | SP  | PP   |
| --------- | ------------------ | -- | -- | ---- | ---- | --- | ---- | --- | --- | --- | --- | ---- |
| 2000-2001 | Maryland Terrapins | 34 | 1  | 8,6  | 58,0 | -   | 60,6 | 2,1 | 0,5 | 0,2 | 0,5 | 3,6  |
| 2001-2002 | Maryland Terrapins | 36 | 26 | 24,1 | 50,4 | 0,0 | 58,5 | 7,1 | 1,5 | 0,8 | 1,5 | 12,0 |
| Carriera  | Carriera           | 70 | 27 | 16,6 | 52,0 | 0,0 | 58,9 | 4,7 | 1,0 | 0,5 | 1,0 | 7,9  |

### NBA

#### Regular season
| Anno      | Squadra          | PG  | PT  | MP   | TC%  | 3P% | TL%  | RP  | AP  | PRP | SP  | PP   |
| --------- | ---------------- | --- | --- | ---- | ---- | --- | ---- | --- | --- | --- | --- | ---- |
| 2002-2003 | L.A. Clippers    | 46  | 3   | 10,4 | 52,1 | -   | 50,0 | 2,3 | 0,5 | 0,2 | 0,3 | 3,7  |
| 2003-2004 | L.A. Clippers    | 65  | 17  | 20,6 | 52,1 | 0,0 | 70,0 | 4,7 | 0,8 | 0,4 | 0,3 | 8,6  |
| 2004-2005 | L.A. Clippers    | 54  | 25  | 18,6 | 51,4 | -   | 61,1 | 4,2 | 0,7 | 0,5 | 0,4 | 7,9  |
| 2005-2006 | L.A. Clippers    | 48  | 1   | 13,7 | 53,6 | 0,0 | 64,4 | 3,6 | 0,4 | 0,3 | 0,4 | 4,5  |
| 2005-2006 | Seattle S.Sonics | 29  | 23  | 30,1 | 59,2 | -   | 78,7 | 8,2 | 1,2 | 0,6 | 0,4 | 14,1 |
| 2006-2007 | Seattle S.Sonics | 82  | 81  | 31,5 | 52,9 | 0,0 | 68,4 | 7,7 | 1,0 | 0,9 | 0,5 | 13,5 |
| 2007-2008 | Seattle S.Sonics | 62  | 55  | 28,0 | 52,4 | 0,0 | 64,5 | 7,0 | 1,2 | 0,7 | 0,6 | 13,4 |
| 2008-2009 | Oklahoma Thunder | 37  | 6   | 19,4 | 48,5 | 0,0 | 59,8 | 5,3 | 0,9 | 0,5 | 0,3 | 8,4  |
| 2008-2009 | N.Y. Knicks      | 25  | 0   | 13,2 | 52,9 | 0,0 | 50,9 | 3,3 | 0,6 | 0,3 | 0,2 | 5,4  |
| 2009-2010 | Detroit Pistons  | 34  | 10  | 13,0 | 52,5 | -   | 50,0 | 3,4 | 0,4 | 0,4 | 0,4 | 4,5  |
| 2010-2011 | Detroit Pistons  | 57  | 29  | 17,5 | 58,1 | 0,0 | 56,2 | 4,8 | 0,8 | 0,5 | 0,3 | 7,4  |
| 2011-2012 | Boston Celtics   | 28  | 4   | 17,2 | 59,8 | -   | 61,5 | 4,4 | 0,4 | 0,4 | 0,3 | 5,4  |
| Carriera  | Carriera         | 567 | 254 | 20,5 | 53,4 | 0,0 | 64,2 | 5,1 | 0,8 | 0,5 | 0,4 | 8,6  |

#### Play-off
| Anno     | Squadra        | PG | PT | MP  | TC% | 3P% | TL% | RP  | AP  | PRP | SP  | PP  |
| -------- | -------------- | -- | -- | --- | --- | --- | --- | --- | --- | --- | --- | --- |
| 2012     | Boston Celtics | 2  | 0  | 3,0 | -   | -   | -   | 1,0 | 0,0 | 0,0 | 0,0 | 0,0 |
| Carriera | Carriera       | 2  | 0  | 3,0 | -   | -   | -   | 1,0 | 0,0 | 0,0 | 0,0 | 0,0 |

## Palmarès
- Campione NCAA (2002)